# 佐藤将光
佐藤 将光（さとう しょうこう、1987年8月21日 - ）は、日本の男性プロ総合格闘家。東京都目黒区出身。Fight Base主宰。第10代修斗世界バンタム級王者。初代Tribelateフェザー級王者。
父は世界的ファッションデザイナーの佐藤孝信。

## 来歴
少年時代はサッカーをやっていた。
高校時代にKILLER BEEに入門し総合格闘技を始める。明治大学理工学部に入学後に坂口道場に移籍。2007年にパンクラスでプロデビュー。
2012年7月にはROAD FCに参戦してキム・スーチョルと対戦。3R判定でドローとなり延長となる。延長ラウンドで目尻カットによる出血でドクターストップ負けとなった。この試合は本戦の判定で佐藤の勝ちを指示する声も多く、延長になった瞬間、観客達からブーイングが飛ぶ試合だった。
その後、修斗に主戦場を移し、2017年10月には修斗 千葉・舞浜アンフィシアター大会で石橋佳大の持つベルトに挑戦し3-0の判定勝ち。第10代修斗世界バンタム級王座を獲得した。
2019年からはONE Championshipでも試合を行いランキング2位となるも、契約期間の約5年間でわずか6試合しか試合が組まれず「試合がしたい」とSNSやメディアでONEへの不満の声が出る日々が続いた。一時は周りの人に動いてもらい許可を得て修斗やVTJに出場。しかしONEではなかなか試合が組まれず、2021年には佐藤を高く評価するRIZINから16人制のRIZINバンタム級GPへの出場オファーが届くもONEの契約により出場できなかった。
その後も佐藤はONE運営とONE本部の両方に2週間に1度のペースで「試合を組んでほしい」とメールを送り続けたが返事は来ず、やっと返事が来ても「しばらく試合は組めない」という連絡のみ。そのため佐藤は「ONEと自分は向いている方向が違う。ONEが何を目指しているのか見えない」「良い選手と試合したいという気持ちより、試合が出来ないことが嫌だ」「試合があるかどうか分からない状況がずっと続くことが精神的に良くない。ここにいても自分の思うペースで試合ができない。競技人生も限られている」として、2023年にONEの契約を自ら解除してRIZINに移籍。11月のRIZINアゼルバイジャン大会に備えた。

### RIZIN
2023年10月1日、RIZIN初参戦となったRIZIN LANDMARK 6で、欠場が発表された井上直樹の代役として、リオ五輪レスリング銀メダリストの太田忍と対戦。何度もテイクダウンされて攻められたことで僅差の展開となるが、2-1の判定勝ちを収めた。
2024年3月23日、RIZIN LANDMARK 9で のちのRIZINバンタム級王者の井上直樹と対戦し、ハイレベルな試合展開の末に0-3の判定負けを喫した。
2024年9月29日、RIZIN.48で元RIZINフェザー級王者・元DEEPフェザー級王者の牛久絢太郎と対戦し、3-0の判定勝ちを収めた。今後の動きが注目されていたが試合前インタビューで「RIZINを代表する選手になれたらいいなと思います」と、今後もRIZINでキャリアを続けていくと話した。
2025年5月31日、RIZIN WORLD SERIES in KOREAでROAD FC 2階級制覇王者のキム・スーチョルと13年ぶりに再戦し、打撃でスーチョルをぐらつかせるなどして3-0の判定勝ち。リベンジを果たした。

## 人物・エピソード
- RIZIN公式YouTube、佐藤将光の密着動画『Preparation』（2025）[映像 1]
- RIZIN公式YouTube、佐藤将光の特集動画『RIZIN CONFESSIONS』（2025）[映像 2]

## 戦績

### プロ総合格闘技
| 総合格闘技 戦績 | 総合格闘技 戦績 | 総合格闘技 戦績 | 総合格闘技 戦績 | 総合格闘技 戦績 | 総合格闘技 戦績 | 総合格闘技 戦績 |
| --------------- | --------------- | --------------- | --------------- | --------------- | --------------- | --------------- |
| 56 試合         | (T)KO           | 一本            | 判定            | その他          | 引き分け        | 無効試合        |
| 37 勝           | 20              | 3               | 14              | 0               | 2               | 1               |
| 16 敗           | 1               | 2               | 13              | 0               | 2               | 1               |

| 勝敗 | 対戦相手                   | 試合結果                                 | 大会名                                                                  | 開催年月日     |
|      | ダニー・サバテロ           | 試合前                                   | RIZIN.51                                                                | 2025年9月28日  |
| ○    | キム・スーチョル           | 5分3R終了 判定3-0                        | RIZIN WORLD SERIES in KOREA                                             | 2025年5月31日  |
| ○    | 牛久絢太郎                 | 5分3R終了 判定3-0                        | RIZIN.48                                                                | 2024年9月29日  |
| ×    | 井上直樹                   | 5分3R終了 判定0-3                        | RIZIN LANDMARK 9                                                        | 2024年3月23日  |
| ○    | 太田忍                     | 5分3R終了 判定2-1                        | RIZIN LANDMARK 6                                                        | 2023年10月1日  |
| ○    | キム・ジェウォン           | 5分3R終了 判定3-0                        | ONE Fight Night6: SUPERBON vs. ALLAZOV                                  | 2023年1月14日  |
| ×    | マーク・ステファン・ロマン | 5分3R終了 判定0-3                        | ONE Championship: ONE X                                                 | 2022年3月26日  |
| ○    | 河村泰博                   | 1R 2:38 TKO（グラウンドパンチ）          | VTJ 2021                                                                | 2021年11月6日  |
| ×    | ファブリシオ・アンドラージ | 5分3R終了 判定0-3                        | ONE Championship: UNBREAKABLE III                                       | 2021年2月5日   |
| ○    | クォン・ウォンイル         | 1R 4:05 リアネイキッドチョーク           | ONE Championship: FIRE & FURY                                           | 2020年1月31日  |
| ○    | ハファエル・シウバ         | 2R 4:30 TKO（スタンドパンチ連打)         | ONE Championship: CENTURY PART II                                       | 2019年10月13日 |
| ○    | ファンチャンファン         | 1R 4:23 TKO（パウンド）                  | 修斗 30th Anniversary Tour 6th Round                                    | 2019年7月15日  |
| ○    | マーク・アベラルド         | 2R 1:58 TKO (パウンド）                  | ONE Championship: Warriors of Light                                     | 2019年5月10日  |
| ○    | 齊藤曜                     | 4R 3:26 TKO（パウンド）                  | 修斗 後楽園ホール大会 【修斗世界バンタム級チャンピオンシップ            | 2018年11月17日 |
| ○    | トリスタン・グリムズリー   | 1R 4:20 KO（スタンドパンチ連打）         | 修斗 後楽園ホール大会 【修斗世界バンタム級チャンピオンシップ            | 2018年7月15日  |
| ×    | 齊藤曜                     | 5分3R終了 判定0-3                        | 修斗 後楽園ホール大会                                                   | 2018年1月28日  |
| ○    | 石橋佳大                   | 5分5R終了 判定3-0                        | 修斗 千葉・舞浜アンフィシアター大会 【修斗世界バンタム級王座決定戦】    | 2017年10月15日 |
| ○    | ルーベンデュラン           | 1R 4:58 KO (右ストレート→パウンド)       | 修斗 後楽園ホール大会                                                   | 2017年7月23日  |
| △    | 石橋佳大                   | 5分5R終了 判定1-0                        | 修斗 後楽園ホール大会                                                   | 2017年3月24日  |
| ○    | 祖根寿麻                   | 2R 0:02 TKO (タオル投入)                 | 修斗 後楽園ホール大会                                                   | 2017年1月29日  |
| ○    | ダイキライトイヤー         | 3R 1:30 TKO（スタンドパンチ連打）        | VTJ 8th                                                                 | 2016年9月19日  |
| ○    | スーパー均くん             | 3R 3:59 スリーパーホールド               | 修斗 GIG TOKYO 21                                                       | 2016年5月28日  |
| ×    | 竹中大地                   | 5分3R終了 判定0-3                        | 修斗 後楽園ホール大会                                                   | 2015年11月29日 |
| ○    | 安藤達也                   | 5分3R終了 判定2-1                        | VTJ 7th                                                                 | 2015年9月13日  |
| ×    | キム・ミンウ               | 5分2R終了 判定0-3                        | Road FC 24: Road Fighting Championship 24                               | 2015年7月25日  |
| ○    | 土屋大喜                   | 1R 1:40 KO（右ストレート）               | 修斗 MOBSTYLES 15th Anniversary TOUR FIGHT & MOSH                       | 2015年5月3日   |
| ○    | 藤中淳司                   | 5分2R終了 判定3-0                        | 修斗 2015年第1戦                                                        | 2015年1月25日  |
| ○    | 小野島恒太                 | 1R 3:05 KO（グラウンドパンチ）           | VTJ 6th                                                                 | 2014年10月4日  |
| ○    | 山内慎人                   | 3分3R終了 判定3-0                        | PANCRASE 259                                                            | 2014年6月29日  |
| ○    | 藤井伸樹                   | 5分2R終了 判定3-0                        | PANCRASE 253                                                            | 2013年11月3日  |
| ×    | ムン・ジェフン             | 5分3R終了 判定2-1                        | Road FC 11                                                              | 2013年4月13日  |
| ×    | 中島太一                   | 5分3R終了 判定0-3                        | PANCRASE 245                                                            | 2013年2月3日   |
| ×    | キム・スーチョル           | 4R (延長1R) 1:27 TKO（カットによる出血） | Road FC 8 :Bitter Rivals                                                | 2012年6月16日  |
| ○    | 村田卓実                   | 1R 4:14 TKO（サッカーボールキック）      | Pancrase : Progress Tour 5                                              | 2012年4月28日  |
| ×    | カン・ギョンホ             | 2R 2:38 腕ひしぎ十字固め                 | ROAD FC 7: Recharged 【バンタム級王座決定トーナメント 1回戦】           | 2012年3月24日  |
| ○    | 斎藤 正臣                  | 1R 1:04 TKO（サッカーボールキック）      | Pancrase Progress Tour 1                                                | 2012年1月28日  |
| ×    | 滝田将也                   | 2R 3:00 チョークスリーパー               | PANCRASE IMPRESSIVE TOUR 10                                             | 2011年10月2日  |
| △    | 曹竜也                     | 5分2R終了 判定1-0                        | Pancrase Impressive Tour 8                                              | 2011年8月7日   |
| ○    | キル・ヨンボク             | 5分3R終了 判定3-0                        | Road FC 2 Alive                                                         | 2011年4月16日  |
| ×    | 西内太志朗                 | 5分2R終了 判定0-2                        | PANCRASE 2011 IMPRESSIVE TOUR 【バンタム級次期王座挑戦者査定試合】      | 2011年2月6日   |
| ×    | 田村彰敏                   | 5分2R終了 判定1-2                        | SRC15 【バンタム級ASIAトーナメント2010 準々決勝】                       | 2010年10月30日 |
| ○    | 江泉卓哉                   | 2R 1:38 TKO（ドクターストップ）          | SRC14 【バンタム級ASIAトーナメント2010 2回戦】                          | 2010年8月22日  |
| ○    | 岡本飛竜                   | 5分2R終了 判定3-0                        | SRC ASIA vol.1 【バンタム級ASIAトーナメント2010 1回戦】                 | 2010年7月4日   |
| ×    | 上嶋佑紀                   | 5分2R終了 判定0-3                        | Pancrase Passion Tour 5 【バンタム級 ネオブラッド・トーナメント準決勝】 | 2010年6月5日   |
| ○    | 島崎巧                     | 5分2R終了 判定3-0                        | Pancrase Passion Tour 3 【バンタム級 ネオブラッド・トーナメント1回戦】  | 2010年4月4日   |
| ○    | 沼倉雄太                   | 1R 0:20 KO（パンチ）                     | Pancrase Changing Tour 8                                                | 2009年12月6日  |
| ○    | ナム・ジン・チョ           | 5分2R終了 判定2-1                        | GLADIATOR 5                                                             | 2009年11月3日  |
| ×    | 遠藤大翼                   | 5分2R終了 判定0-2                        | PANCRASE 2009 CHANGING TOUR 5                                           | 2009年10月17日 |
| ○    | 斉藤良                     | 1R 1:40 TKO（サッカーボールキック)       | PANCRASE 2009 CHANGING TOUR 4                                           | 2009年8月8日   |
| ×    | 佐々木亮太                 | 5分2R終了 判定2-1                        | PANCRASE 2009 CHANGING TOUR 2                                           | 2009年4月5日   |
| ○    | 石田雄三                   | 1R 0:33 TKO（ドクターストップ）          | Tribelate vol. 21 【TRIBELATEフェザー級タイトルマッチ】                 | 2008年12月20日 |
| -    | 西村広和                   | 無効試合（レフリングミス）               | Cage Force 9                                                            | 2008年12月6日  |
| ○    | 天地零                     | 1R 0:07 KO（パンチ）                     | Tribelate vol. 20                                                       | 2008年10月13日 |
| ○    | 石田雄三                   | 1R 2:32 TKO（スタンドパンチ連打)         | Tribelate vol. 19                                                       | 2008年8月23日  |
| ○    | 土田達也                   | 1R 1:46 腕ひしぎ十字固め                 | Tribelate vol. 18                                                       | 2008年6月28日  |
| ○    | 名城拓                     | 5分2R終了 判定2-1                        | Tribelate vol. 17                                                       | 2008年4月26日  |

### アマチュア総合格闘技
| 勝敗 | 対戦相手   | 試合結果                          | 大会名                                                               | 開催年月日     |
| ×    | 上田優     | 1R 2:30 TKO（レフェリーストップ） | PANCRASE 2008 SHINING TOUR 8                                         | 2008年10月1日  |
| ○    | 佐々木亮太 | 5分2R終了 判定2-0                 | Pancrase Rising 9【フェザー級プロ昇格トーナメント 準決勝】           | 2007年11月28日 |
| ○    | 江泉卓哉   | 5分2R終了 判定2-1                 | Pancrase Rising 8【フェザー級プロ昇格トーナメント 1回戦】            | 2007年10月14日 |
| △    | 佐々木亮太 | 5分2R終了 引き分け                | Pancrase 2007 ネオブラッドトーナメントセミファイナル                 | 2007年5月6日   |
| ×    | 田中康友   | 5分1R終了 判定0-2                 | Pancrase Rising 2【ネオブラッド・トーナメント フェザー級予選準決勝】 | 2007年2月28日  |
| ○    | 本田智昭   | 5分1R延長3分終了 判定3-0          | Pancrase Rising 2【ネオブラッド・トーナメント フェザー級予選一回戦】 | 2007年2月28日  |

## 獲得タイトル
- 第8回アマチュアパンクラスオープントーナメント60kg未満級 準優勝
- 初代TRIBELATEMMAフェザー級王者
- 第10代修斗世界バンタム級王者

### 試合映像
1. ↑  『【試合映像】太田忍 vs 佐藤将光 / Shinobu Ota vs. Shoko Sato - RIZIN LANDMARK 6 in NAGOYA』RIZIN公式YouTubeチャンネル、2023年。
2. ↑  『【試合映像】井上直樹 vs. 佐藤将光 / Naoki Inoue vs. Shoko Sato - RIZIN LANDMARK 9 in KOBE』RIZIN公式YouTubeチャンネル、2024年。
3. ↑  『【試合映像】牛久絢太郎 vs. 佐藤将光 - 2024/9/29 [RIZIN.48]』RIZIN公式YouTubeチャンネル、2024年。

### 補足映像
1. ↑  『【番組】RIZIN CONFESSIONS #134（※試合映像＆佐藤将光と太田忍による試合振り返りドキュメンタリー番組）』RIZIN公式YouTubeチャンネル、2023年。
2. ↑  『【番組】RIZIN CONFESSIONS #146（※番組内で試合映像。佐藤将光と井上直樹による試合振り返りドキュメンタリー番組）』RIZIN公式YouTubeチャンネル、2024年。
3. ↑  『【番組】RIZIN CONFESSIONS #163（※番組内で試合映像＆佐藤将光と牛久絢太郎による試合振り返りドキュメンタリー番組）』RIZIN公式YouTubeチャンネル、2024年。

### 映像資料
1. ↑  『【密着】Preparation｜佐藤将光 / Shoko Sato』RIZIN公式YouTubeチャンネル、2025年。
2. ↑  『【番組】RIZIN CONFESSIONS #182 | キ・ウォンビン vs. ホベルト・サトシ・ソウザ、佐藤将光 vs. キム・スーチョル、他』RIZIN公式YouTubeチャンネル、2025年。